# Phenomenon
Phenomenon és una pel·lícula dramàtica i fantàstica dirigida el 1996 per Jon Turteltaub, amb John Travolta, Kyra Sedgwick, Forest Whitaker i Robert Duvall.

## Argument
George Malley (John Travolta) és el mecànic d'una petita ciutat normal dels Estats Units d'habitants normals. Però el vespre del seu trenta-setè aniversari, aquest home d'existència tranquil·la té un apetit insaciable de coneixement i descobreix poders i facultats intel·lectuals insospitats. Es llança a enginyoses experiències científiques, cosa que provoca desconfiança i incomprensió al seu voltant. Lace, una jove que s'ha instal·lat recentment en la ciutat amb els seus dos fills, sembla acceptar aquesta metamorfosi.

## Repartiment
- John Travolta: George Malley
- Kyra Sedgwick: Lace Pennamin
- Forest Whitaker: Nate Pope
- Robert Duvall: Doc Brunder
- Jeffrey Demunn: Professor John Ringold, sismòleg
- Richard Kiley: Dr. Wellin, especialista del cervell
- Brent Spiner: Dr. Bob Niedorf
- Vyto Ruginis: Ted Rhome
- Ellen Geer: Bonnie
- Tony Genaro: Tito
- Troy Evans: Roger
- Bruce A. Young: Agent de l'FBI, Jack Hatch
- Michael Milhoan: Jimmy
- Sean O'Bryan: Banes
- Brandon Brandis: Al Pennamin
- Ashley Buccille: Glory Pennamin
- James Keane: Pete

## Al voltant de la pel·lícula
- Rèplica: « Hi ha moltes coses en la vida que no es poden explicar ».
- Aquesta pel·lícula s'ha emportat els Premis al millor actor (John Travolta) i del millor paper secundari (Forest Whitaker) en els Blockbuster Entertainment Awards de 1997.
- Existeix igualment un remake amb el mateix títol (Phenomenon II), un telefilm estatunidenc (1h22) de Ken Olin, amb Christopher Shyer que torna a fer el paper de George Malley.